# Groupe tactique d'intervention (GRC)
Le groupe tactique d'intervention (en anglais : Emergency Response Team) est l'unité d'intervention de la Gendarmerie royale du Canada. Selon la GRC, « Un GTI est un groupe de membres de la GRC hautement formés qui ont la capacité d'utiliser des armes spécialisées, de l'équipement et des tactiques afin de résoudre des situations à risque élevé » .
Le GTI opère en « base flottante », ce qui permet à ses membres d'être appelés en intervention depuis leur domicile et non d'un bureau de la GRC. Un système de priorisation des menaces est utilisé si plusieurs appels d'urgences requièrent la présence du groupe. Les unités du GTI sont légalement habilitées à opérer au Canada et à l'étranger si nécessaire.

## Histoire
La Gendarmerie royale du Canada a créé 31 groupes tactiques d'intervention répartis à travers le pays en 1977. En raison de la géographie de l'État qui empêche la GRC de regrouper ses ressources pour réagir à un incident au cœur du Canada, le gouvernement décida, le 22 janvier 1986,  la création d'un groupe spécial d'intervention d'urgence (Special Emergency Response Team, SERT)  composé de 51 agents entraînés pour intervenir dans des circonstances où les forces de police locales ne seraient pas en mesure de résoudre l'incident. L'unité fut finalement dissoute en 1993 car elle n'était pas taillée pour des opérations quasi-militaires avec usage de la force létale compte-tenu des statuts de la GRC. C'est la Deuxième Force opérationnelle interarmées qui remplie désormais le rôle de force antiterroriste,.
En 2006, les équipes d'intervention d'urgence de sécurité maritime (Marine Security Emergency Response Teams, MSERT) furent créées comme composante du groupe d'intervention tactique à la suite d'une formation dans les eaux de la Colombie-Britannique dans le cadre du programme des incidents critiques destiné à s'assurer que les opérateurs du GTI soient capables d'agir dans un environnement maritime.  Ces équipes furent impliquées dans la protection des participants et du publics lors des Jeux olympiques d'hiver de 2010, à Vancouver.
Le GTI a reçu des véhicules blindés de la GRC afin de renforcer son efficacité sur le terrain.  Les cougars AVGP en surplus ont été remis aux GTI n 2010 en tant que moyen de transport de leurs opérateurs dans des situations où des armes à feu sont impliquées .  Ces véhicules sont utilisés sans tourelle ni arme offensive, car ils sont utilisés uniquement à des fins de transport .  Ils ont été utilisés pour la première fois par des équipes du GTI de la GRC pour mettre fin à une opération de production de drogue à Chilliwack, en Colombie-Britannique.
En 2012, la GRC et Navistar Defense Canada Inc. ont collaboré pour créer leurs propres véhicules blindés pour les équipes d'intervention lorsque le commissaire adjoint de la GRC, Russ Mirasty, commandant de la division F de la GRC en Saskatchewan, les a dévoilés au public. Connu sous le nom de véhicule blindé tactique, ces véhicules ont été fabriqués au coût de  14 019 826,74 USD avec une durée de vie utile de 15 ans. Dix-huit VAT ont été livrés à divers ERT à travers le Canada en tant que principal support lors des appels.

## Armement

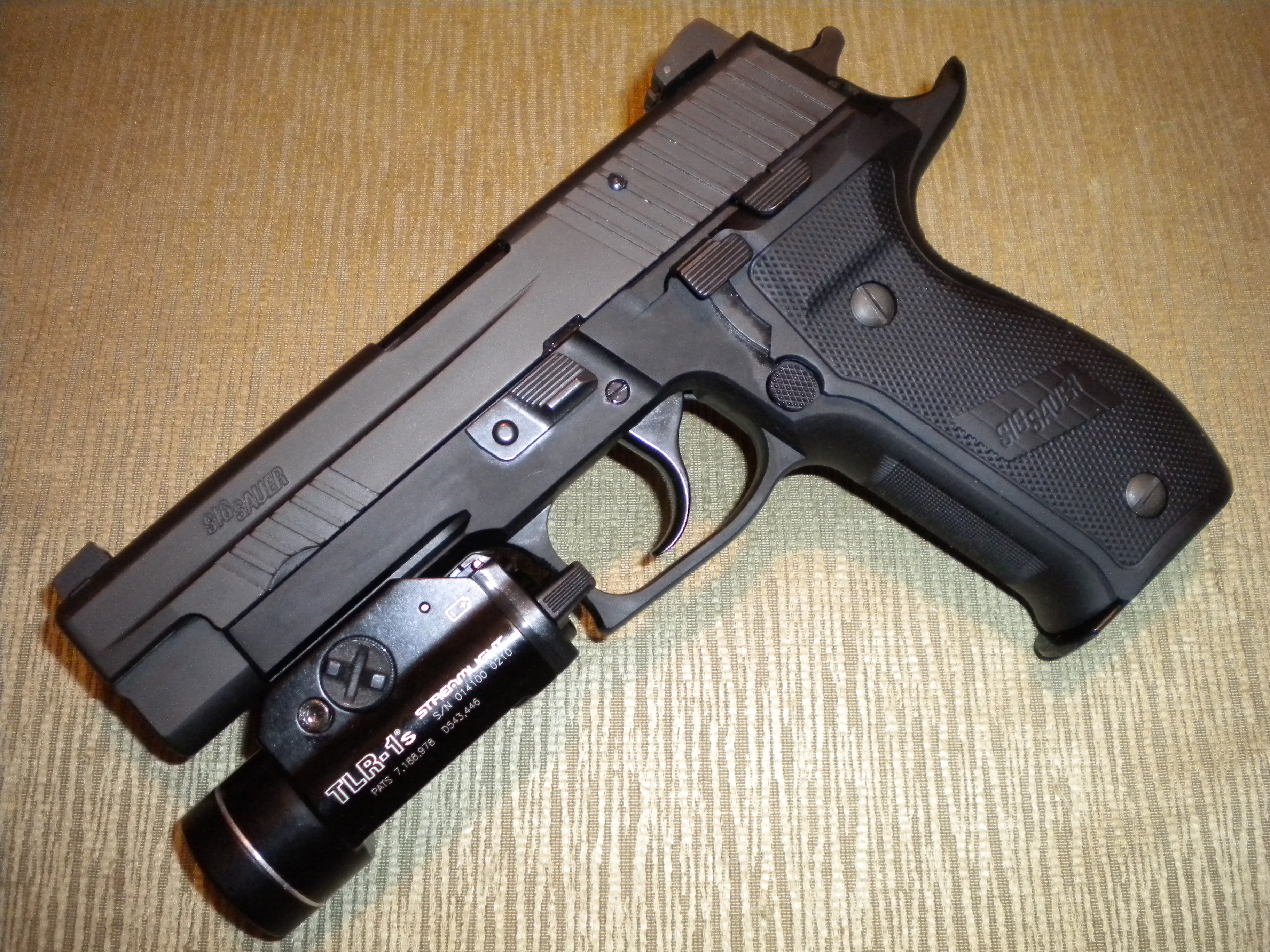
SIG Sauer P226

ERT l'accès des opérateurs à la suite d'armes de petit calibre, qui sont normalisés par le National Centre de la Politique concernant tous les EIU, à des fins opérationnelles:
- SIG Sauer P226, utilisé comme la principale arme de poing pour remplacer le Smith & Wesson 5946.
- Winchester Modèle 70
- Colt Canada C8 Carabine

## Missions
Les tâches du GTI sont les suivantes:
- résolution d'incidents impliquant des personnes armées et barricadées ;
- interventions aéronautiques ;
- interventions maritimes (embarquement armé) ;
- fouilles et arrestations à haut risque ;
- transport de prisonniers à haut risque ;
- fonctions de protection des personnalités et des témoins ;
- surveillance secrète et collecte de renseignements ;
- tester de nouvelles armes et équipements avant leur adoption.

## Opérations

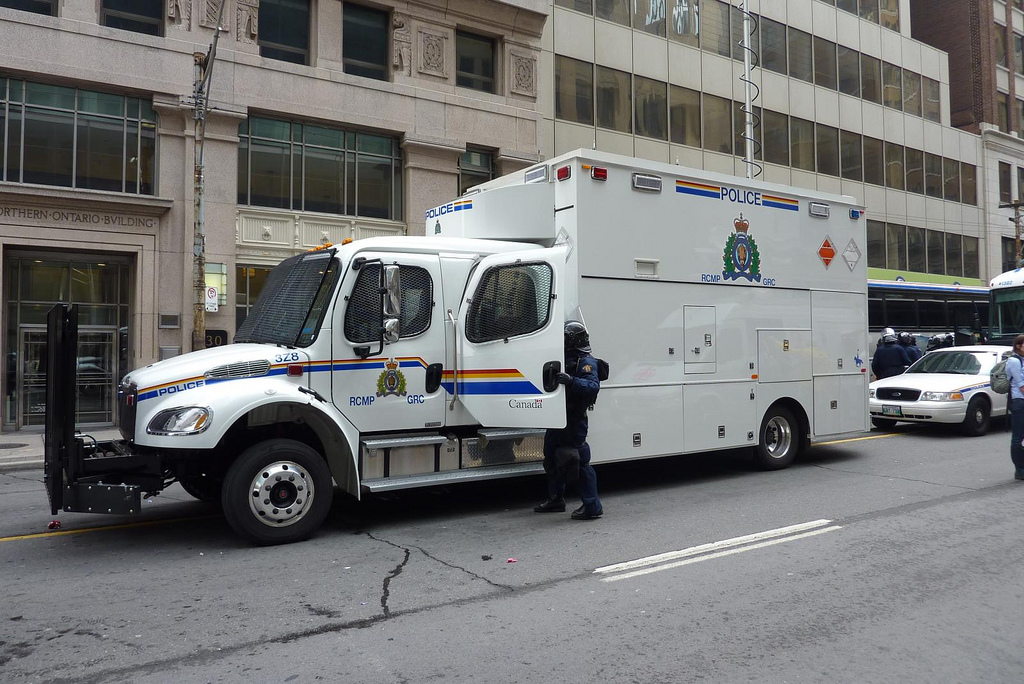
Un officier de la GRC et une unité de commandement mobile de la GRC à Toronto lors du sommet du G20, juin 2010

D'août 1995 à septembre 1995, le GTI de la GRC a participé à la confrontation de Gustafsen Lake .
En septembre 2007, le GTI a sauvé un enfant de trois ans d'un homme qui avait tiré de nombreux coups de feu dans une maison de Chilliwack, en Colombie-Britannique.
En juin 2010, des agents du GTI de la GRC ont participé à la sécurisation du sommet du G20 à Toronto, en Ontario .